# Mädchenfalle
Mädchenfalle ist ein französischer Spielfilm des Regisseurs Léonide Moguy aus dem Jahr 1957. Der Film hatte
18. Oktober 1957 Premiere in der Bundesrepublik Deutschland. Das Filmdrama schildert den steinigen Weg einer jungen angehenden Schauspielerin, die ihr Glück in Paris sucht, wo sie sich gegen harte Konkurrenz und betrügerische Geschäftemacher durchsetzen muss. 

## Handlung
Die junge Nicole Noblet möchte im Frankreich der 1950er Jahre Filmschauspielerin werden. Zum Missfallen ihrer Eltern und ihres Verlobten Georges geht sie nach Paris, um ihr Glück bei einem Schauspielwettbewerb zu versuchen. Dort kommt sie zwar in die Endrunde, die Rolle aber erhält sie nicht. Bevor sie wieder enttäuscht nach Hause fahren kann, überzeugen sie ihre neuen Freunde, der Pressesprecher Gilbert und die Schauspieldebütantin Kiki, zu bleiben. Doch schon bald stellt ihr neues Leben in Paris Nicole vor einige Herausforderungen und sie muss sich entscheiden, welches Leben sie führen möchte.

## Rezeption
Der Kritiker von Filmdienst schrieb: „Formal unbedeutendes Kinostück, lachhaft in der geheuchelten Absicht, junge Mädchen über die Gefahren einer Filmlaufbahn aufzuklären.“